# Torvald Ekman
Torvald Erik Ekman, född 26 oktober 1900 i Helsingfors, död 16 juni 1981 i Åbo, var en finländsk militär. 
Ekman tjänstgjorde under vinterkriget i luftvärnet och var under fortsättningskriget 1941–1944 kommendör för Infanteriregementet 6 och 21. brigaden, med vilken han deltog bland annat i mottistriderna i Ilomants i augusti 1944. Efter kriget var han 1944–1947 chef för Åbo militärdistrikt, 1949–1953 för Helsingfors garnison och 1953–1960 för 2. divisionen. Han uppnådde generallöjtnants grad 1954. 